# Варшавський Юлій Йоганович
Варшавський Юлій Йоганович (1936) — гірничий інженер, доктор технічних наук, заступник завідувача відділу ДП "Донецький державний науково-дослідний, проектно-конструкторський та експериментальний інститут комплексної механізації шахт «Дондіпровуглемаш», заслужений машинобудівник України, лауреат Державної премії України в галузі науки і техніки (2009).